# Emil Victor Langlet

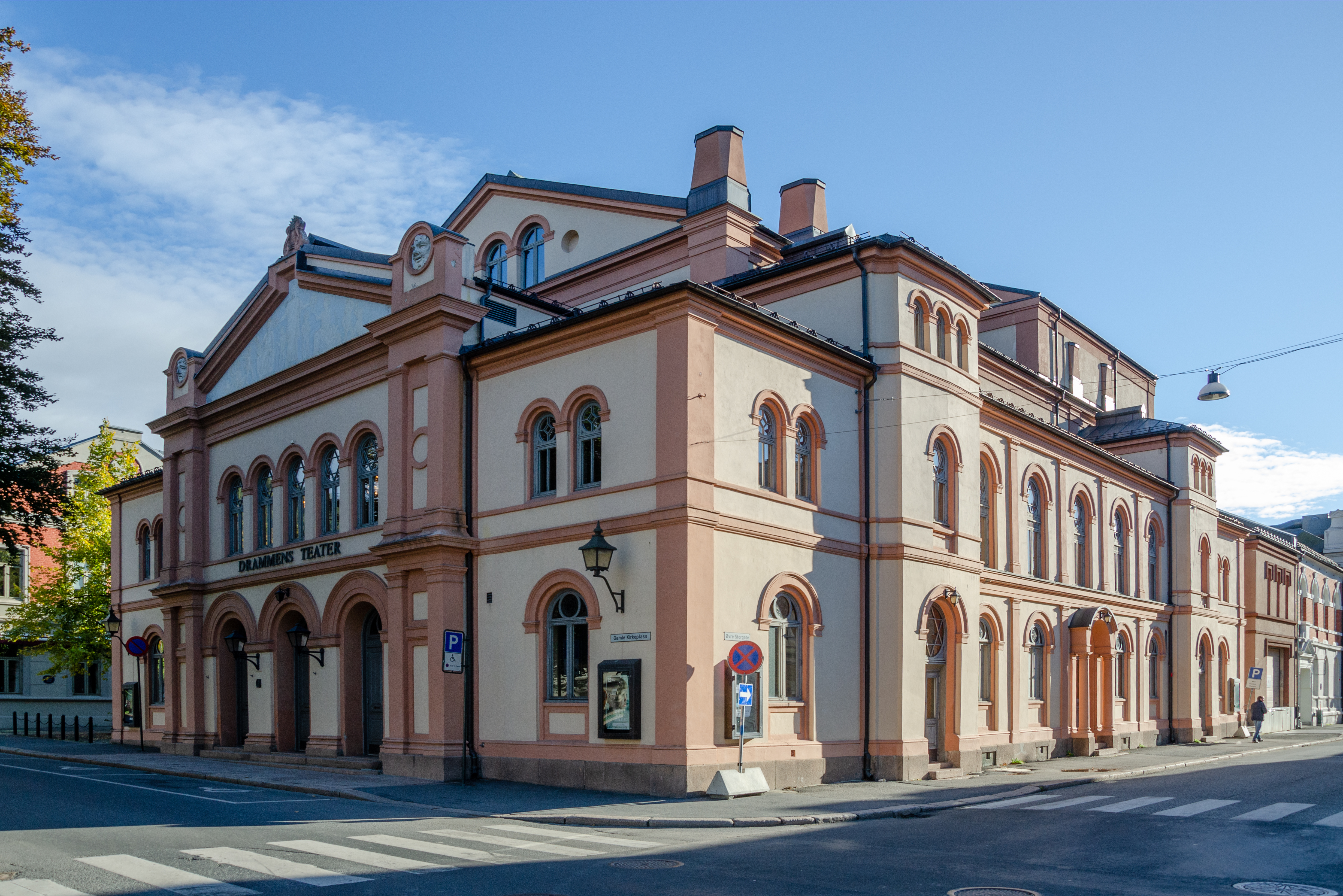
Drammens Teater

Emil Victor Langlet (ur. 26 lutego 1824 w Borås, zm. 10 marca 1898 w Valli) – szwedzki architekt historystyczny, projektant m.in. gmachu norweskiego parlamentu.

## Życiorys
W latach 1838–1841 uczęszczał na Uniwersytet Techniczny Chalmersa, uzyskał wykształcenie zawodowe pod okiem Carla Palmstedta. Do 1845 pracował w przedsiębiorstwie wodociągowym, pomagał przy pracach stolarskich i zajmował się pomiarami urządzeń technicznych w kamieniołomach w Närke. Wykonywał również rysunki budynków przemysłowych oraz dorabiał jako portrecista. W latach 1845–1851 studiował na Szwedzkiej Królewskiej Akademii Sztuki w Sztokholmie, został asystentem profesora Axela Nyströma. Po ukończeniu nauki uzyskał sześcioletnie stypendium na cele podróży, w latach 1851–1853 przebywał na Szkole Sztuk Pięknych w Paryżu, a następnie we Włoszech. Po sporządzeniu projektu gmachu parlamentu w Christianii w 1857 przeniósł się do Norwegii, gdzie pracował przez następne dziewięć lat. W 1867 został pracownikiem, a w 1871 redaktorem jednego ze szwedzkich dzienników architektonicznych. Zmarł w Spetebyhall, prywatnej posiadłości pod Sztokholmem, w wieku 74 lat.

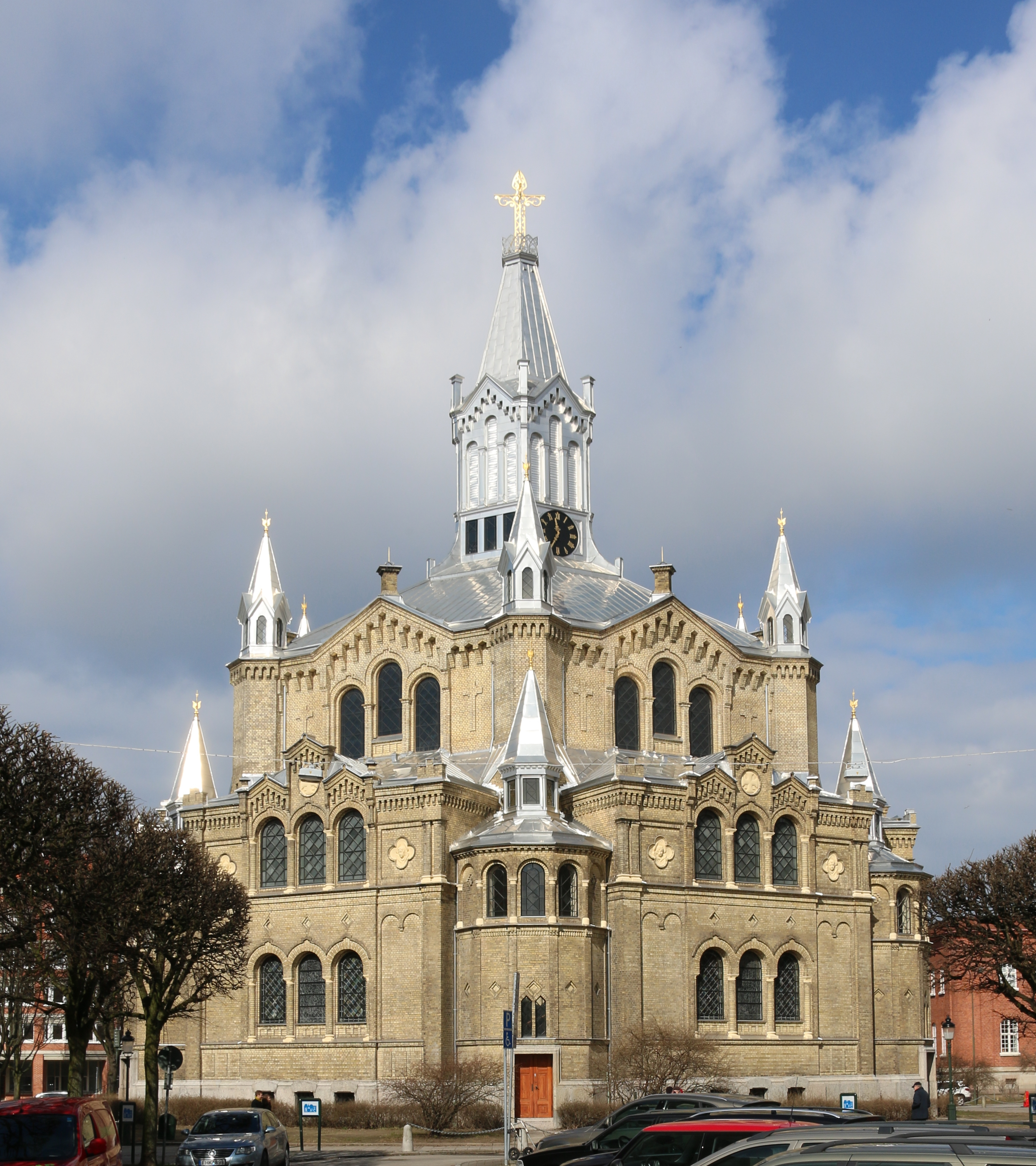
Kościół św. Pawła w Malmö

## Wybrane pace
Norwegia:
- Budynek parlamentu w Oslo (projekt 1856, budowa 1860–1866).
- Szkoła dziewcząt, obecnie Bokhandelens Hus w Oslo (1860).
- Ratusz we Fredrikstad (1861–1864).
- Szpital we Fredrikstad (1863–1864).
- Willa w Kragerø (1864, przebudowana wg projektu innego architekta w 1883, ob. ratusz).
- Giełda w Drammen (1868–1871).
- Teatr w Drammen (1869–1870)[1].

Szwecja:
- Spetebyhall, dom własny (lata 70. XIX w.)[3]
- Hotel miejski w Skarze (1874–1875)[4].
- Kościół w Beatebergu (1877)[5].
- Kościół w Gällivare (1878–1882)[6].
- Kościół Caroli w Malmö (1880)[7].
- Kościół w Halmstad-Snöstorpie (1883)[8]
- Kościół św. Pawła w Malmö (1882)[9].
- Kościół Erska w Sollebrunn (1885–1886)[10].
- Kościół w Örsjö (1889–1892)[11]
- Restauracja katedry w Uppsali.
- Restauracja murów obronnych Visby[12].